# جون تايلور (سياسي أمريكي)
جون تايلور (بالإنجليزية: John Taylor)‏ هو كاتب ترانيم وسياسي أمريكي وبريطاني (وحمل سابقاً جنسية المملكة المتحدة لبريطانيا العظمى وأيرلندا)، ولد في 1 نوفمبر 1808 في المملكة المتحدة، وتوفي في 25 يوليو 1887 في كايسفيل في الولايات المتحدة بسبب قصور القلب.

## معرض صور

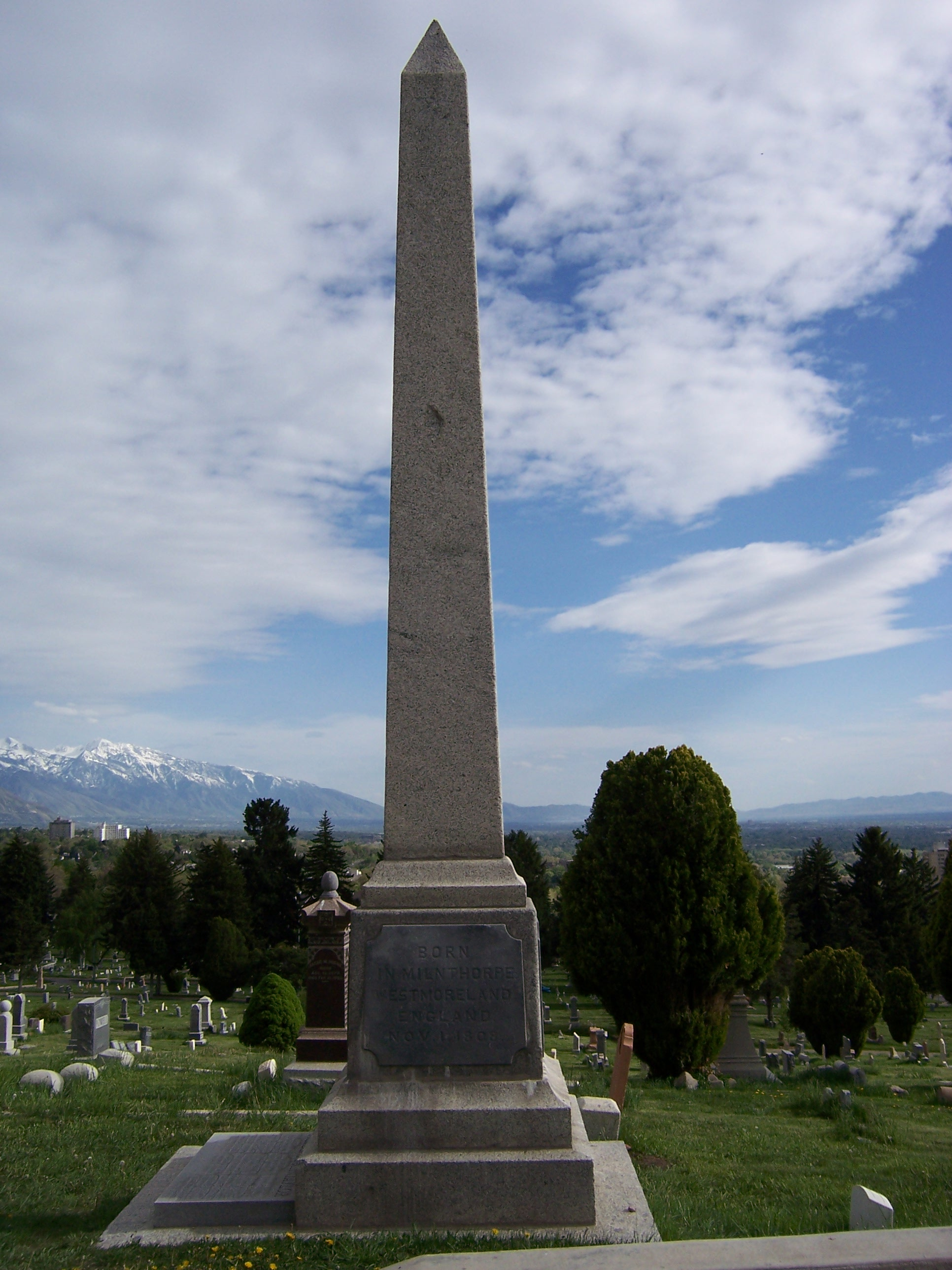
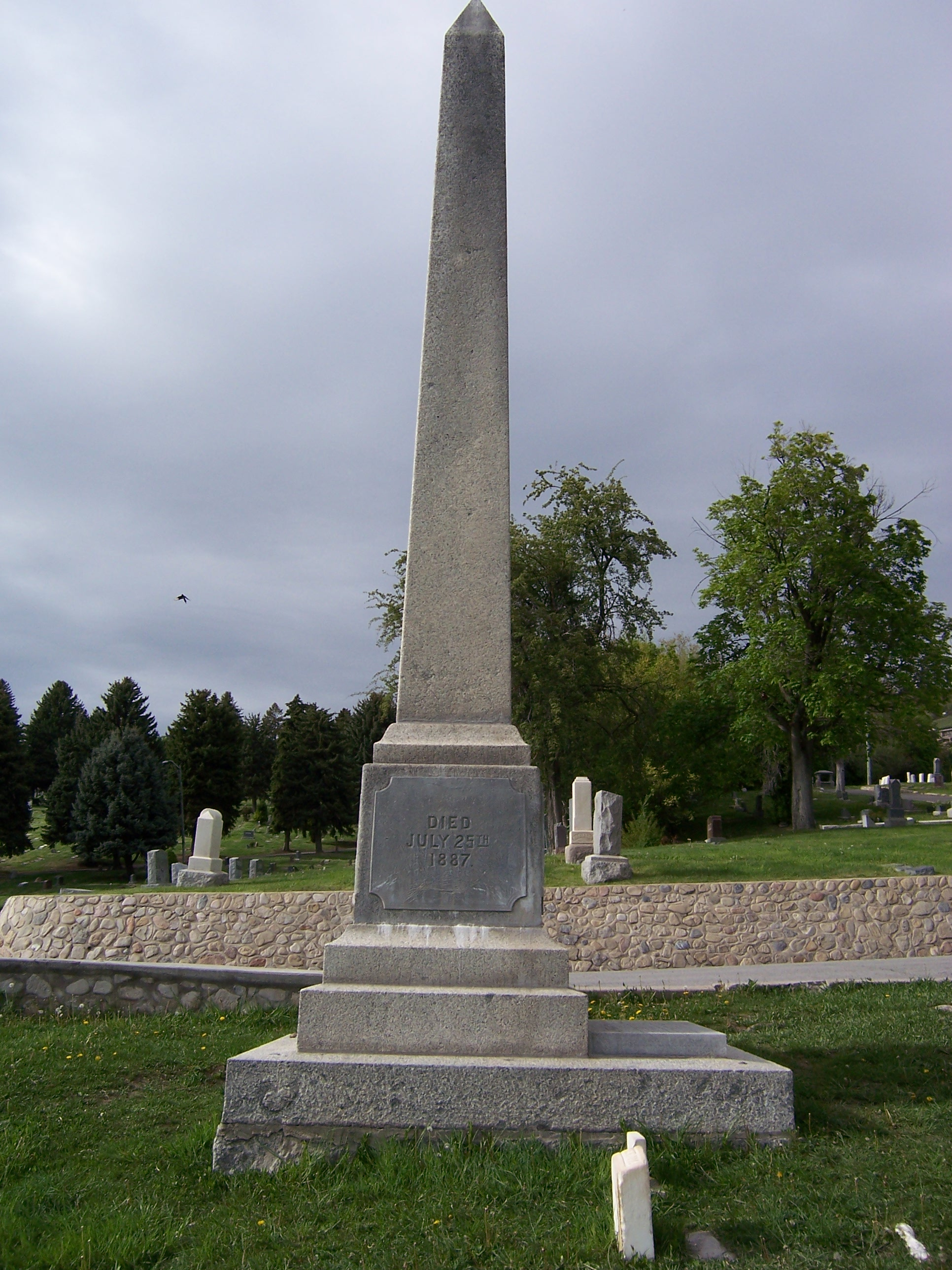
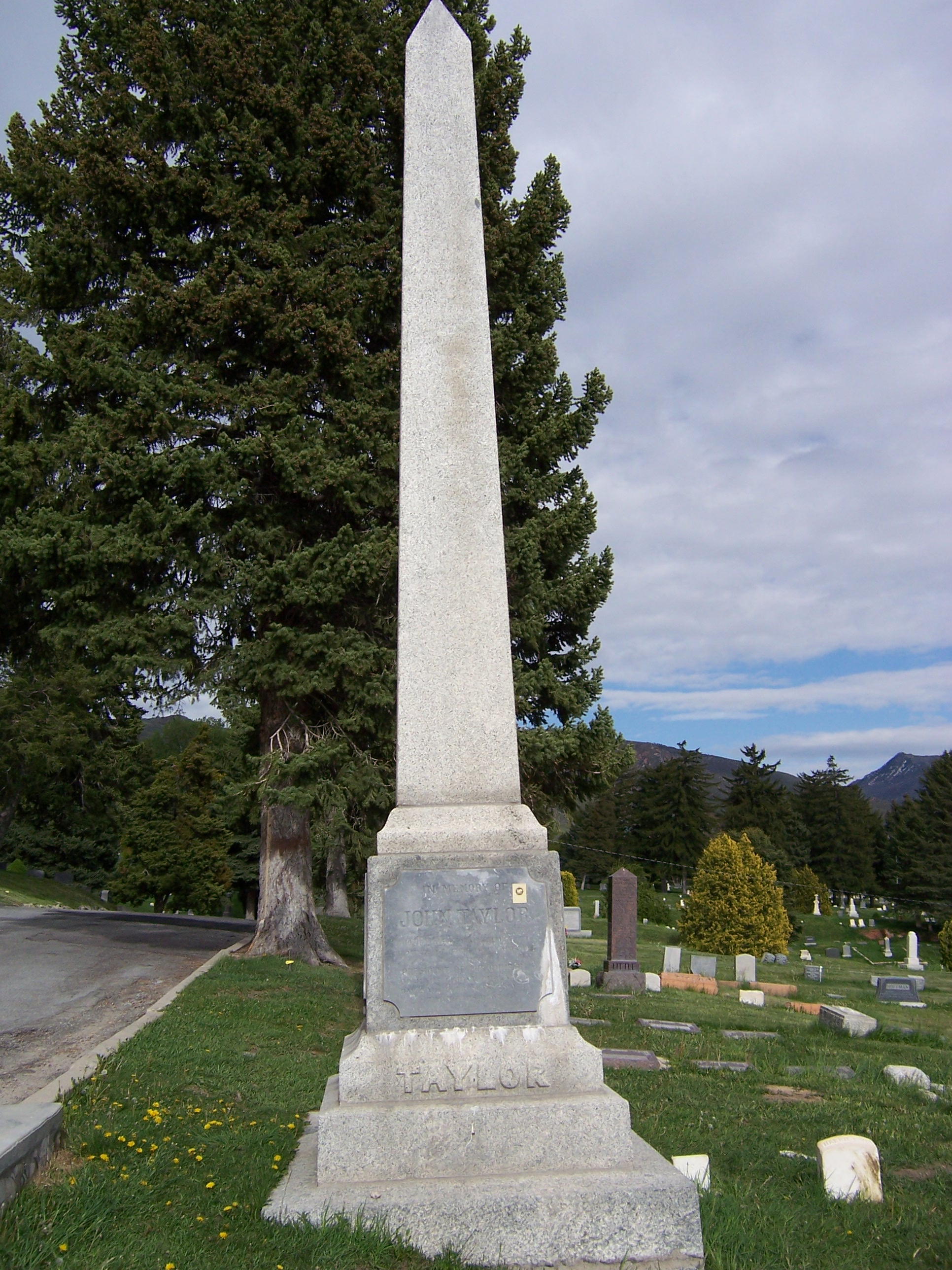
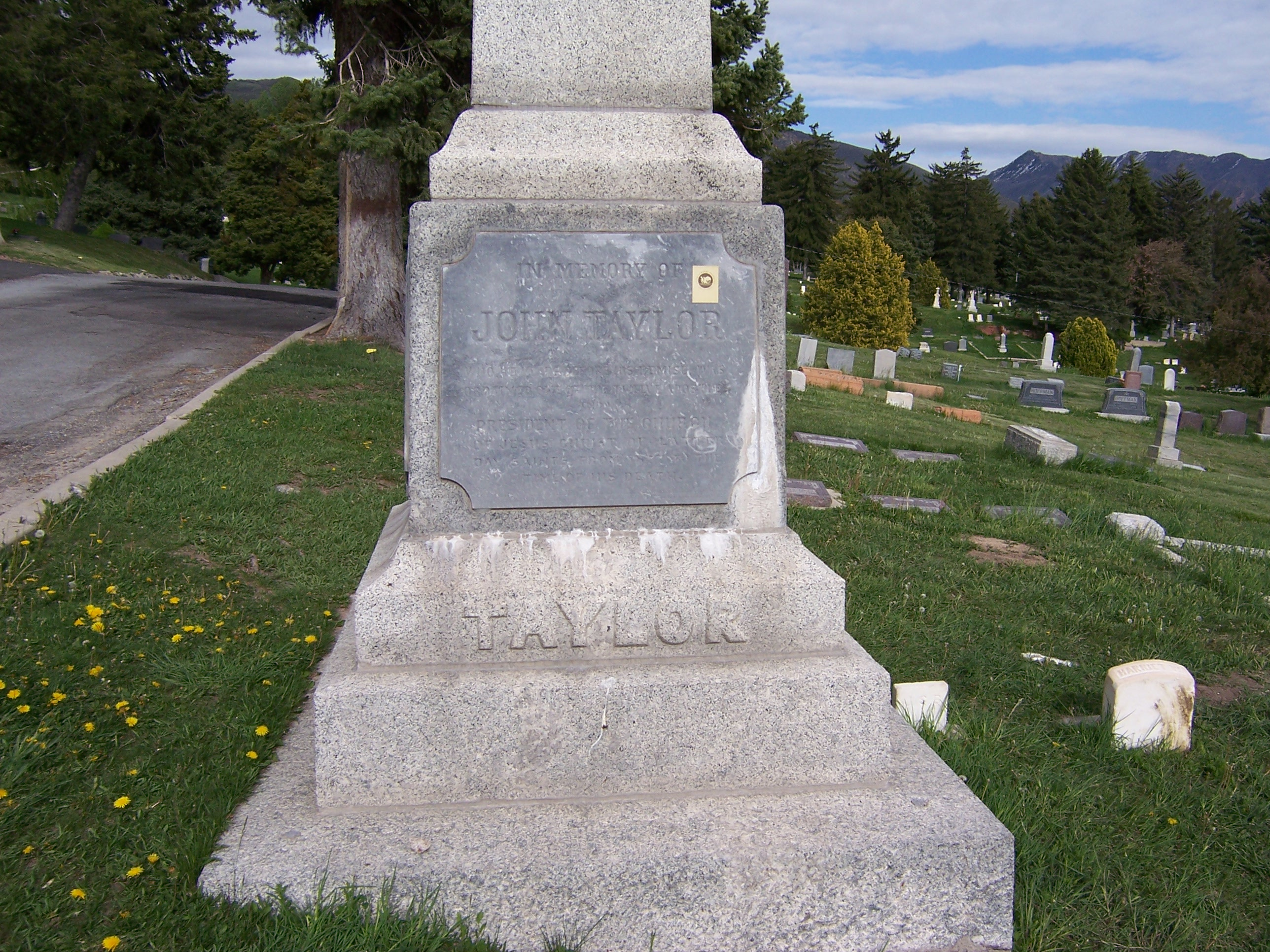
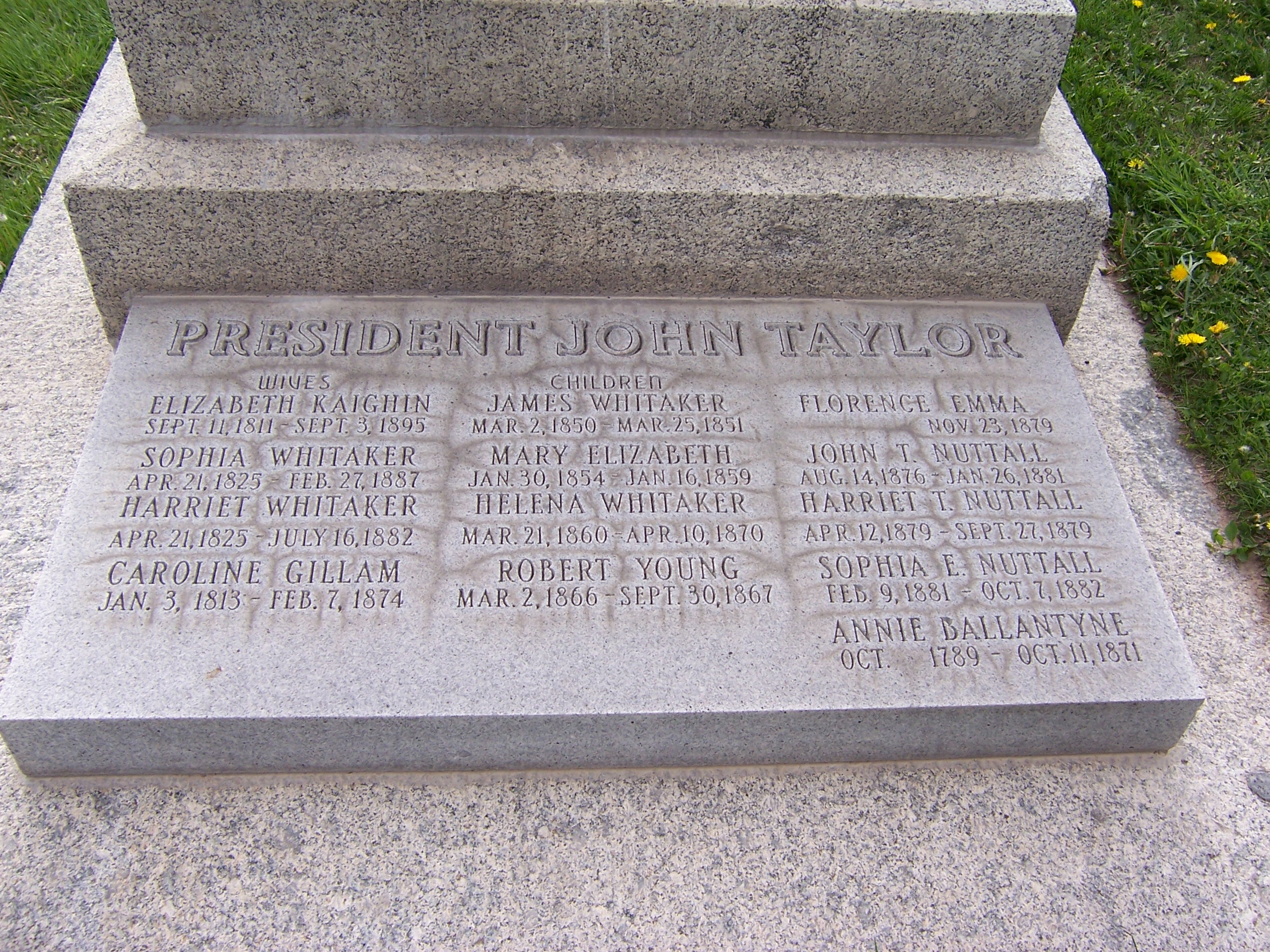